# Nadagara epopsioneura
Nadagara epopsioneura là một loài bướm đêm trong họ Geometridae.